# Torre de Ca la Miquelina
La Torre de Ca la Miquelina és una obra del municipi de Creixell (Tarragonès) declarada bé cultural d'interès nacional.

## Descripció
Està situada prop l'església. Es tracta d'una torre de defensa de planta quadrangular però irregular, d'uns 10 metres d'alçada. Conserva el coronament de merlets troncopiramidals i una gàrgola zoomòrfica afegida al pis superior quan la torre perdé la seva funció defensiva. S'observen finestres de pedra treballada tapiades, encara que foren obertes en èpoques posteriors. El seu origen podria situar-se probablement al segle xiv.
Per la cara nord se li adossa una construcció moderna i per la cara oest se li adossa la casa Álvarez o "ca la Miquelina". Es tracta d'una construcció nobiliària amb finestres amb arcs conopials a la façana i motllures de molt bona factura. Aquestes finestres no tenen brancals i es sustenten damunt de les pinyes.